# Steingrab Egypten
Das Großsteingrab Egypten ist eine Megalithanlage mit der Sprockhoff-Nr. 943. Es entstand zwischen 3500 und 2800 v. Chr. und ist eine Anlage der Trichterbecherkultur (TBK) aus der Jungsteinzeit in der Gemeinde Dötlingen im niedersächsischen Landkreis Oldenburg. 

## Beschreibung
Das Großsteingrab Egypten liegt rund drei Kilometer nordnordwestlich des Dötlinger Ortskerns in Richtung Ostrittrum, etwa 100 m südwestlich der Ortslage Egypten und etwa 400 m westlich des Rittrumer Kirchwegs. Die auf einer Lichtung am Waldrand gelegene, nordwest-südost-orientierte Grabanlage ist ein Bauwerk der Nordischen Megalitharchitektur und verfügt über ein besonderes Erscheinungsbild: Die Tragsteine sind noch bis zur oberen Kante in den vergleichsweise gut erhaltenen Grabhügel eingebettet. Es sind zehn Trag- und zwei Decksteine in ihrer ursprünglichen Position erhalten. Ein Teil des Hügels wurde bei der Untersuchung von 1992 abgetragen, wobei man feststellte, dass der Zugang nicht – wie zuvor angenommen – im Südwesten lag, es konnte vielmehr gar kein Zugang festgestellt werden. Darüber hinaus fand man Reste einer ovalen Umfassung aus Feldsteinen. Der ursprüngliche Hügel muss eine Fläche von ca. 15 × 12,5 Meter gehabt haben. Die an sich kleine Kammer (5,9 × 1,65 Meter) war mit einem größeren Erdhügel überschichtet. So dürften einst alle kleineren Großsteingräber ausgesehen haben. Des Weiteren gab es früher etwa 35 Meter südwestlich dieses Grabes ein weiteres Großsteingrab.
Im Bereich des Naturparks Wildeshauser Geest und seiner näheren Umgebung liegen zahlreiche weitere Anlagen ähnlicher Art.